# ناحیه هریسویل، میشیگان
ناحیه هریسویل (به انگلیسی: Harrisville Township) یک منطقهٔ مسکونی در ایالات متحده آمریکا است که در شهرستان آلکونا، میشیگان واقع شده‌است.
 ناحیه هریسویل  ۱٬۳۴۸ نفر جمعیت دارد و ۲۲۲ متر بالاتر از سطح دریا واقع شده‌است.